# (37400) 2001 XG67
2001 XG67 (asteroide 37400) é um asteroide da cintura principal. Possui uma excentricidade de 0.11785550 e uma inclinação de 0.56823º.
Este asteroide foi descoberto no dia 10 de dezembro de 2001 por LINEAR em Socorro.